# I Robot
| 전문가 평가              | 전문가 평가 |
| 평가 점수                | 평가 점수   |
| 출처                     | 점수        |
| ------------------------ | ----------- |
| Allmusic                 | [ 2 ]       |
| Christgau's Record Guide | C           |

《I Robot》은 1977년 7월 8일, 아리스타 레코드가 발표한 영국의 프로그레시브 록 밴드 앨런 파슨스 프로젝트의 두 번째 스튜디오 음반이다. 이 음반은 인공지능에 관한 철학적인 주제를 탐구하면서 작가 아이작 아시모프의 공상과학 로봇 3부작에 개념적으로 그린다. 1984년 바이닐과 카세트 테이프에서, 2007년 CD로 재발매되었다.

## 커버 아트
커버 아트에는 프랑스 파리 외곽 샤를 드 골 공항의 원형 터미널 1의 에스컬레이터 튜브에 스톰 소거슨의 조수들이 담겨 있다. 이 위에 뇌에 스타일리쉬한 원자를 가진 로봇 그림이 겹쳐져 있다. 이 로봇은 또한 레코드의 레이블에도 나타난다. 원래 바이닐 발매는 게이트폴드식 커버가 있고, 안쪽 다양성은 파슨스의 가사와 단색 사진이 있다. 사진의 포즈와 각도는 앞면 커버에 있는 로봇의 포즈와 각도를 반영한다.

## 싱글
이 음반에서는 〈I Wouldn't Want to Be Like You〉, 〈Don't Let it Show〉 그리고 〈Day After Day (The Show Must Go On)〉라는 세 개의 싱글이 발매되었다. 수록곡 〈Breakdown〉은 AOR 방송국에서 심한 회전에 들어갔고 클래식 록 라디오에서 계속 재생되고 있다.

## 곡 목록
모든 곡들은 특별한 언급이 없는 한 앨런 파슨스와 에릭 울프슨에 의해 작사/작곡하였다.
| #  | 제목                               | 리드 보컬                  | 재생 시간 |
| -- | ---------------------------------- | -------------------------- | --------- |
| 1. | 〈I Robot〉                        | 기악                       | 6:02      |
| 2. | 〈I Wouldn't Want to Be Like You〉 | 레니 자카텍                | 3:22      |
| 3. | 〈Some Other Time〉                | 피터 스트래커, 자키 휘트렌 | 4:06      |
| 4. | 〈Breakdown〉                      | 앨런 클라크                | 3:50      |
| 5. | 〈Don't Let It Show〉              | 데이브 타운센드            | 4:24      |

| #  | 제목                                    | 작사·작곡   | 리드 보컬   | 재생 시간 |
| -- | --------------------------------------- | ----------- | ----------- | --------- |
| 1. | 〈The Voice〉                           |             | 스티브 할리 | 5:24      |
| 2. | 〈Nucleus〉                             |             | 기악        | 3:31      |
| 3. | 〈Day After Day (The Show Must Go On)〉 |             | 잭 해리스   | 3:49      |
| 4. | 〈Total Eclipse〉                       | 앤드류 파월 | 기악        | 3:09      |
| 5. | 〈Genesis Ch. 1 V. 32〉                 |             | 기악        | 3:28      |

## 인증
| 국가                       | 인증        | 판매량/출하량 |
| -------------------------- | ----------- | ------------- |
| 오스트레일리아 (ARIA)      | 골드        | 20,000^       |
| 캐나다 (뮤직 캐나다)       | 2× 플래티넘 | 200,000^      |
| 독일 (BVMI)                | 골드        | 400,000       |
| 스페인 (PROMUSICAE)        | 골드        | 50,000^       |
| 영국 (BPI)                 | 실버        | 60,000^       |
| 미국 (RIAA)                | 플래티넘    | 1,000,000^    |
| ^출하량을 기반으로 한 인증 |             |               |